# 미아동
미아동(彌阿洞)은 서울특별시 강북구에 위치한 행정동 및 법정동이다. 미아동은 지하철 및 도봉로가 중심을 통과하는 교통의 요충지이며, 도봉로 좌우에 소규모 점포가 밀집되어 상업지대를 형성하고 있다. 또한 소로와 골목길이 격자형으로 잘 발달되어 있고, 상하수도 등 도시기반시설이 완비된 주거 안정 지역이며, 동쪽으로 대단위 규모의 오동근린공원이 있어 지역주민이 언제든지 휴식을 취할 수 있는 쾌적한 생활여건을 갖추고 있다.

## 유래
미아동이란 이름은 조선 고종 초의 공식기록에 처음 나타나는데 그 유래는 확실치 않다. 다만 전해오는 이야기로는 '되너미고개'(돈암현 敦岩峴)를 일명 '미아리고개'라고 부르는 까닭에 고개 이름에서 동명이 유래되었다는 설과 미아제7동에 있는 '불당곡'(佛堂谷)에 미아사(彌阿寺)가 오랫동안 있었으므로 이 절 이름에서 동명이 유래되었다는 설이 있다.

## 연혁
- 조선 후기 : 한성부 동부 숭신방 미아리계.
- 1914년 4월 1일 : 경기도 고양군 숭인면 미아리.
- 1949년 8월 13일 : 고양군 숭인면을 서울특별시에 편입하고, 성북구를 신설하여 성북구 숭인출장소 미아리가 됨.
- 1950년 3월 15일 : 미아리가 미아동으로 개칭됨.
- 1955년 4월 18일 : 행정동제 실시에 따라 미아제1~3동이 신설됨.
- 1959년 10월 31일 : 미아제1동을 길음동으로, 미아제2동을 인수동으로 개칭하고, 미아제3동을 송천동과 삼양동으로 분동함.
- 1970년 5월 18일 : 길음동, 인수동, 송천동, 삼양동을 미아제1~10동으로 분동함.[3] 미아동은 미아제10동에 해당함.
- 1973년 7월 1일 : 숭인출장소가 폐지되고 도봉구가 신설됨에 따라 도봉구로 편입됨.[4]
- 1975년 10월 1일 : 미아동 일부를 성북구에 편입하여 길음동(행정동 길음동, 인수동, 송천동)으로 개칭하고, 미아동을 미아제1~7동으로 조정함. 미아동은 미아제3동에 해당함.
- 1991년 9월 1일 : 미아제3동에서 미아제9동이 분동됨.
- 1995년 3월 1일 : 강북구가 신설됨에 따라 강북구로 편입됨.
- 2008년 6월 30일 : 미아제3동을 미아동으로 개칭함.

## 교육

### 초등학교
- 서울삼각산초등학교
- 서울송중초등학교
- 서울화계초등학교
- 영훈초등학교
- 서울우이초등학교
- 서울수송초등학교
- 서울수유초등학교
- 서울인수초등학교

### 중학교
- 미양중학교
- 삼각산중학교
- 신일중학교
- 창문여자중학교
- 영훈국제중학교

### 고등학교
- 미양고등학교
- 신일고등학교
- 삼각산고등학교
- 창문여자고등학교
- 영훈고등학교

### 대학교
- 성신여자대학교 운정그린캠퍼스
- 서경대학교 부지 일부.
- 서울사이버대학교 본교

## 교통
- 서울 지하철 4호선 미아역

## 같이 보기
- 대한민국의 행정 구역